# 丹尼尔·诺塞拉
丹尼尔·乔治·诺塞拉（英語：Daniel George Nocera，1957年7月3日—），美国化学家和大学教授。他的研究主要集中于创造“人工叶”模仿植物中的光合作用，用于分散的能源系统。他是美国国家科学院和美国艺术与科学学院院士。时代杂志把他列入2009年最有影响的100人名单。